# Xerneas và Yveltal
Xerneas (ゼルネアス Zeruneasu, /ˈzɜːrniəs/ ZUR-nee-əs) và Yveltal (イベルタル Iberutaru, /iːˈvɛltɔːl/ ee-VEL-tawl), tại Việt Nam chúng được gọi lần lượt là Zeruneasu và Iberutaru là hai loài Pokémon huyền thoại trong nhượng quyền thương mại Pokémon của Nintendo và Game Freak, xuất hiện trên boxart của tựa game được phát hành trên Nintendo 3DS, Pokémon X và Y. Cả hai loài được thiết kế bởi Ken Sugimori và Atsuko Nishida trong khoảng thời gian 18 tháng. Hình dáng của chúng lấy cảm hứng từ thần thoại Bắc Âu và dựa trên hình dạng hai chữ cái Latinh X và Y. Được biết đến với cái tên Pokémon Sự sống và Hủy diệt, Xerneas và Yveltal là những sinh vật mạnh mẽ được cho là đã định hình lịch sử của thế giới Pokémon. đồng thời đã tạo ra đá Mega, một công cụ giúp một số loài Pokémon dễ dàng tiến hóa Mega. Xerneas và Yveltal cũng xuất hiện trong nhiều trò chơi và phương tiện truyền thông khác kể từ khi ra mắt.

## Mô tả

### Xerneas
Theo lời kể, khi những cái gạc của thần tỏa sáng bảy sắc, cũng là lúc thần đang ban phát sự sống vĩnh hằng. Truyền thuyết kể rằng, thần có quyền năng ban phát sự sống vĩnh cửu. Pokémon này phục sinh từ giấc ngủ ngàn năm dưới dạng một cái cây.

### Yveltal
Khi tuổi thọ của mình sắp cạn, thần sẽ hút mọi nguồn năng lượng sống rồi một lần nữa hóa thành dạng kén. Pokémon Huyền thoại này sải rộng đôi cánh và chiếc đuôi bừng sắc đỏ rồi hút cạn sinh lực của vạn vật.

## Xuất hiện

### Trong trò chơi điện tử
Trong các trò chơi chính, Xerneas và Yveltal là 2 Pokémon huyền thoại trong X và Y, xuất hiện như Pokémon thường tại tựa game Pokémon Ultra Sun và Ultra Moon được phát hành vào năm 2017, tựa game của thế hệ thứ bảy. Chúng phục vụ một vai trò then chốt trong câu chuyện X và Y, cung cấp năng lượng cần thiết cho siêu vũ khí điện của Băng Ánh Lửa. Chúng sẽ được bắt để câu chuyện tiến triển và chỉ có thể gặp một lần. Từ ngày 11 đến ngày 17 tháng 5 năm 2016, một Shiny Xerneas đã được bán qua Wi-Fi cho người chơi của Pokémon X và Y, Pokémon Omega Ruby và Alpha Sapphire. Một Shiny Yveltal cũng đã xuất bản đã diễn ra vào tuần sau từ 20 đến 28 tháng Năm.
Yveltal xuất hiện như một trong những nhân vật phản diện trong Pokémon Super Mystery Dungeon, biến vô số nhân vật thành đá trong khi dưới sự kiểm soát của nhân vật phản diện chính "Dark Matter". Trong lúc cao trào của câu chuyện, Yveltal bị Dark Matter biến thành đá trước khi được nhân vật người chơi cứu. Sau khi Dark Matter bị đánh bại, Xerneas xuất hiện từ "Cây sự sống" và cho phép người chơi tiến hóa bất kỳ Pokémon nào trong nhóm. Xerneas và Yveltal cũng xuất hiện trong nhiều tựa game spinoff khác, bao gồm Pokémon Art Academy, Pokémon Rumble World, Pokémon Battle Trozei, Pokémon Shuffle và Pokémon Picross. Yveltal là một trong số Pokémon trong trò chơi chiến đấu năm 2015 Pokkén Tournament với tư cách là một nhân vật hỗ trợ có thể tạm thời ngăn chặn đối thủ của người chơi sử dụng Thước đo sức mạnh tổng hợp của họ. Trò chơi di động năm 2016 Pokémon Duel có cả hai nhân vật cấp EX. Ngoài ra, Xerneas xuất hiện dưới dạng nhân vật hỗ trợ và trophy trong Super Smash Bros. cho Nintendo 3DS và Wii U.

### Phương tiện truyền thông khác
Cả Xerneas và Yveltal đều xuất hiện trong bộ phim Pokémon thứ mười bảy: Diancie và chiếc kén huỷ diệt và chuyển thể từ manga của nó. Họ cũng xuất hiện nhỏ trong anime Pokémon: XY, và Yveltal tiếp tục xuất hiện một thời gian ngắn trong Pokémon Generations. Hai Pokémon huyền thoại tiếp tục vai trò của họ từ X và Y trong manga Pokémon Adventures trong chương X & Y. Cả hai đều xuất hiện trên nhiều thẻ trong Pokémon Trading Card Game.